# Championnats du monde de BMX 2010
Navigation
Édition précédente Édition suivante
Les championnats du monde de BMX 2010 se sont déroulés à Pietermaritzburg en Afrique du Sud du 29 juillet au 1er août 2010.

## Podiums
| Épreuves                     | Or                             | Argent                        | Bronze                         |
| ---------------------------- | ------------------------------ | ----------------------------- | ------------------------------ |
| Épreuves masculines          |                                |                               |                                |
| Élite hommes                 | Māris Štrombergs Lettonie      | Sifiso Nhlapo Afrique du Sud  | Joris Daudet France            |
| Cruiser élite hommes         | Renato Rezende Brésil          | Andrés Jiménez Colombie       | Carlos Oquendo Colombie        |
| Épreuve masculines - juniors |                                |                               |                                |
| Junior hommes                | Sylvain André France           | Kristers Lejins Lettonie      | Twan van Gendt Pays-Bas        |
| Cruiser junior hommes        | David Oquendo Colombie         | Benjamin Clarke Australie     | Daniel Franks Nouvelle-Zélande |
| Épreuves féminines           |                                |                               |                                |
| Élite femmes                 | Shanaze Reade Royaume-Uni      | Sarah Walker Nouvelle-Zélande | Alise Post États-Unis          |
| Cruiser élite femmes         | Mariana Pajón Colombie         | Romana Labounkova Tchéquie    | Vilma Rimšaitė Lituanie        |
| Épreuves féminines - juniors |                                |                               |                                |
| Junior femmes                | Merle Van Benthem Pays-Bas     | Brooke Crain États-Unis       | Melinda McLeod Australie       |
| Cruiser junior femmes        | Teagan O'Keeffe Afrique du Sud | Enora Le Roux France          | Bianca Quinalha Brésil         |

## Tableau des médailles
| Rang  | Nation           | Or | Argent | Bronze | Total |
| ----- | ---------------- | -- | ------ | ------ | ----- |
| 1     | Colombie         | 2  | 1      | 1      | 4     |
| 2     | France           | 1  | 1      | 1      | 3     |
| 3     | Afrique du Sud   | 1  | 1      | 0      | 2     |
| 3     | Lettonie         | 1  | 1      | 0      | 2     |
| 5     | Brésil           | 1  | 0      | 1      | 2     |
| 5     | Pays-Bas         | 1  | 0      | 1      | 2     |
| 7     | Royaume-Uni      | 1  | 0      | 0      | 1     |
| 8     | Australie        | 0  | 1      | 1      | 2     |
| 8     | États-Unis       | 0  | 1      | 1      | 2     |
| 8     | Nouvelle-Zélande | 0  | 1      | 1      | 2     |
| 11    | Tchéquie         | 0  | 1      | 0      | 1     |
| 12    | Lituanie         | 0  | 0      | 1      | 1     |
| Total | Total            | 8  | 8      | 8      | 24    |